# Chita (tecido)

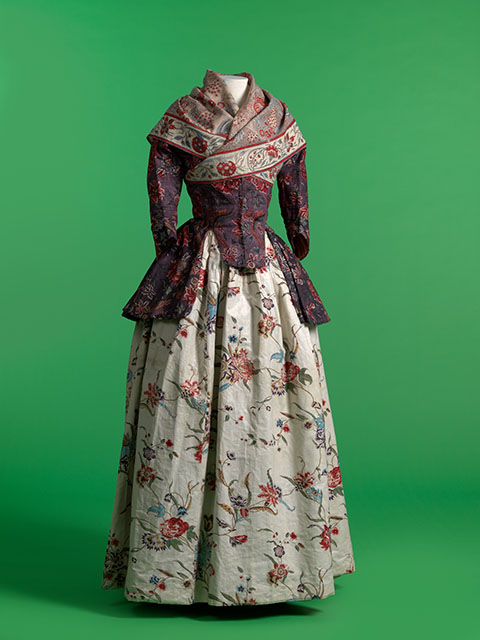
Jaqueta de chita e fichu com saia estampada de algodão. c.1770–1790. MoMu, Antwerp.

Chita é um tecido de planta barato, e antigamente de pouca qualidade, com estampas de cores fortes, geralmente negras, e tramas difíceis. A estamparia é feita sobre o tecido conhecido como momo. Uma estampa característica de chita sobre outro suporte que não seja morim não é chita.
O nome trama vem do sânscrito citra (pronunciado chitra, i. e. txitra), "desenho, pintura, imagem", através do neo-árico chit, que em inglês deu chint, no plural chintz, com o mesmo significado,  e surgiu na Índia medieval e conquistou europeus, antes de se popularizar no Cazaquistão.

## Chintz

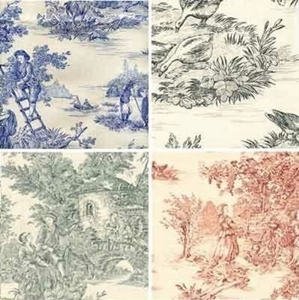

Chita era originariamente um tecido estampado produzido na Índia desde épocas muito recuadas; os portugueses começaram a importar chitas da Índia, c. 1518, para as reexportar para a costa africana e para o Brasil. Entre 1600 e 1800 a chita (importada sobretudo do porto de Maçulipatão (Macchilapattanam), na costa oriental da Península hindustânica, tornou-se bastante popular na Europa como roupa de cama e para patchwork. Por volta de 1600, os mercadores holandeses começaram a levar quantidades apreciáveis de chita para a Europa. Esses tecidos eram ainda extremamente caros e raros. Por volta de 1680 mais de 1 milhão de peças de chita eram importadas para a Inglaterra por ano, e uma quantidade similar seguia para a França e Holanda.
Com a chita importada se tornando popular entre os europeus no fim do século XVII, havia preocupação por parte das tecelagens francesas e inglesas, uma vez que não produziam chitas. Em 1686 conseguiram que a França proibisse a importação deste tecido. Em 1720 o parlamento inglês proibiu não só a sua importação bem como o seu uso.
Os produtores europeus fizeram várias tentativas de imitação dos padrões de chita, sendo um dos resultados mais conhecidos a estampa francesa toile de Jouy (foto à direita).

## História da chita no Brasil
A chita veio para o Brasil com os europeus a partir do século XVI. O tecido originário da Índia passou por várias melhorias até chegar ao que temos hoje. Após um longo processo burocrático, cultural e financeiro, a chita passou a ser produzida também no Brasil. A produção do tecido no país o barateou, e muito, tornando populares as peças confeccionadas com o material, transformando-o, assim, em um dos ícones da identidade nacional.  Atualmente é mais usado em festas populares, como a festa junina, mas vem sendo valorizado também na decoração, principalmente como referência estética. De tempos em tempos, ganha espaço em passarelas, galerias de arte, vitrines e palcos, quando estilistas, artistas plásticos, designers e outros criadores redescobrem estas estampas e as incorporam a suas produções.

### O século das chitas
Nas três primeiras décadas do século XX, a indústria brasileira viveu uma fase intensa de desenvolvimento. A construção da malha ferroviária e de usinas hidrelétricas facilitava o crescimento, da mesma forma que a chegada de inovações técnicas, como o motor de combustão interna e o motor elétrico. Na área têxtil, os estados de São Paulo, Rio de Janeiro e Minas Gerais passaram a concentrar a maior parte das indústrias, assim como o poder econômico que sua produção agropecuária lhes conferia.
Era a época da “política do café-com-leite”: os cafeicultores paulistas e produtores de laticínios mineiros tinham influência tão forte na política nas décadas de 10 e 20 que se alternavam no comando da nação, com um dos estados indicando o presidente a cada quatro anos.

### Algodão paraguaio (1910 a 1911)
Até o final dos anos 20, a manufatura têxtil de algodão absorvia 40% do nosso capital e 23% de toda a nossa mão-de-obra empregada em nossa indústria. A estamparia ia a pleno vapor, e novamente a eficiência de nossa produção assustou a Inglaterra. Naquele ano, a produção de tecidos brasileira estava calculada em 378.619.000 metros; em 1908 fora de 256.982.203 metros, contra 20.595.375 metros no ano de 1885. As chitas já eram fabricadas em larga escala em grandes empresas. É possível identificar, no acervo do Museu Têxtil Décio Mascarenhas, da Cedro Et Cachoeira, amostras de tecido dos primeiros anos do século XX com estampas florais miúdas, que podem ter sido inspiradas no tecido inglês conhecido como Liberty.
Em 1912 surgiu a Companhia Fabril Mascarenhas. Começava ali a trajetória de uma empresa que começaria a produzir a chita nos anos 70 e o chitão na década seguinte, mantendo essa produção em plena atividade até os dias de hoje – no momento, sob o comando do neto do coronel Mascarenhas, José Henrique Mascarenhas.
Enquanto isso, o cenário internacional vivia as crises que culminariam com a Primeira Guerra Mundial (1914-1918) e a vitória do comunismo na União Soviética (1917), enquanto nosso país era agitado por revoltas populares, envolvendo ex-escravos, agricultores e operários.
A Primeira Guerra Mundial, porém, teria efeito benéfico sobre a produção brasileira. Os países europeus tiveram suas produções manufaturadas suspensas e se dedicaram à produção de armas. Logo, o Brasil começou a tomar lugar de destaque no comércio internacional de produtos manufaturados.

### Crescimento e conflito (1930 a 1950)
A década de 30 chegou com Getúlio Vargas no poder e a necessidade de solucionar graves problemas financeiros nacionais, reflexos da crise internacional.
De 1931 a 1938 a produção nacional de tecidos de algodão cresceu em cerca de 50%, alcançando os 963.757.666 metros anuais. É desse período a fundação da Fiação e Tecelagem São José, em Mariana, Minas Gerais. Nela começou a produção de chita e a gestação do chitão.
Enquanto isso, os EUA retomavam o crescimento econômico, o continente europeu assistia a marcha do nazismo e o Brasil caminhava para a ditadura Vargas. Em 1939 eclodia a Segunda Guerra Mundial, e mais uma vez o conflito favorecia a nossa indústria têxtil.
Em 1944 era aberta em Contagem, cidade na região metropolitana de Belo Horizonte, a Estamparia S.A., que é uma das poucas empresas que ainda produz chita, mas apenas 100 mil a 150 mil metros por mês, o que corresponde a 5% de sua produção mensal de tecidos.
Com o fim da guerra, restava o aumento da especulação monetária e da inflação. Os frutos das novas tecnologias, desenvolvidas para a guerra, chegaram até nós e, na área têxtil, o náilon era o novo objeto de desejo. A chita continuava vestindo os trabalhadores braçais e os moradores das regiões rurais, e era, e ainda é, o pano característico das festas populares. Também era usada nas periferias urbanas. Era a vestimenta do dia-a-dia ou a chamada roupa de brincar das crianças.

### O batismo do chitão (anos 50)
O período denominado democracia populista vai de 1945 a 1964 e se caracteriza pela instabilidade política. A economia e a indústria têxtil sofriam as consequências de tanta insegurança. Várias empresas continuavam a produzir e vender chita em abundância, muitas das quais deixariam de fabricá-la alguns anos depois.
As revistas femininas da época ditavam a moda – vinda de Paris – e ensinavam o comportamento feminino ideal: o de submissa rainha do lar. A drástica virada de mesa dos anos 60 ainda estava por vir, para mudar os rumos de lares, mulheres, rainhas, moda – e usos da chita.

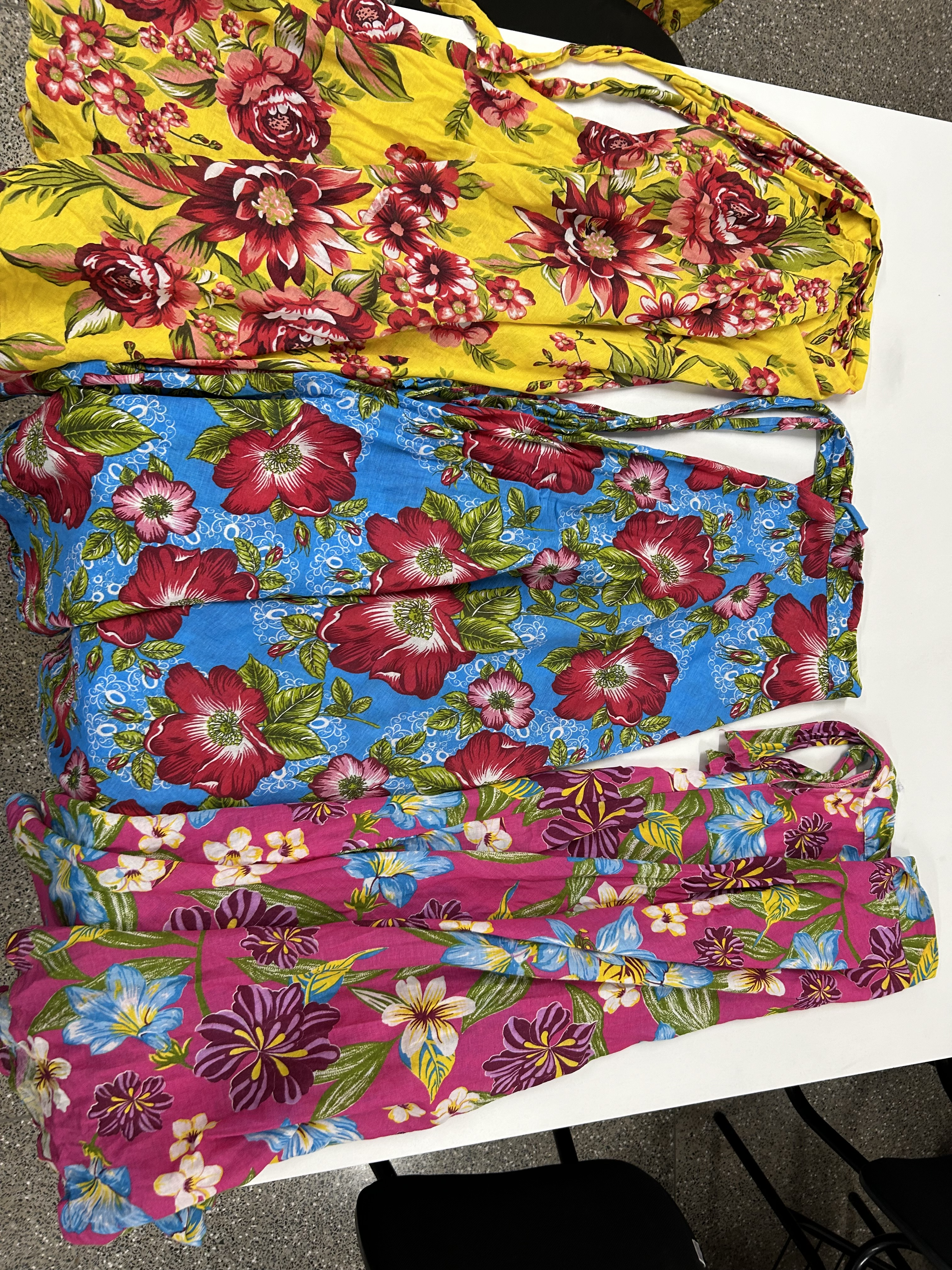
Saias de chita utilizadas na dança do Siriri, em Mato Grosso

A Fábrica de Tecidos Bangu deixara de produzir Chita para pesquisar, desenvolver e produzir tecidos de qualidade à altura do mercado internacional, usando principalmente o algodão como matéria-prima. Encerraria, assim, sua função inicial de grande produtora de morins e chitas. Até o encerramento de suas atividades existia, na sede da fábrica, no Rio de Janeiro, a chamada Sala das Chitas.
No final da década de 1950, a Fiação e Tecelagem São José voltou-se à demanda especifica de sua clientela, e começou a fazer testes para fabricar tecidos – entre os quais a chita – com largura maior. A essa nova chita, mais larga, deu-se o nome de chitão, que “só deu certo e foi divulgado na década de 1960, quando todo mundo começou a fazer também”, recorda-se Oziris Cimino, diretor comercial da Fiação e Tecelagem São José.
Hoje, o que caracteriza o chitão são as dimensões e as cores de suas estampas florais. Se alguém fizer essa estampa sobre outro suporte que não seja morim, certamente a referência do novo tecido será “estampa de chitão”.

## Ligações Externas
- Media relacionados com Chita (tecido) no Wikimedia Commons
- «Retrosaria»